# Stanisław Osada (działacz polonijny)
Stanisław Osada (ur. 14 kwietnia 1869 w Pruchniku, zm. 28 lipca 1934 w Aleksandrowie Kujawskim) – polski działacz i historyk polonijny. 

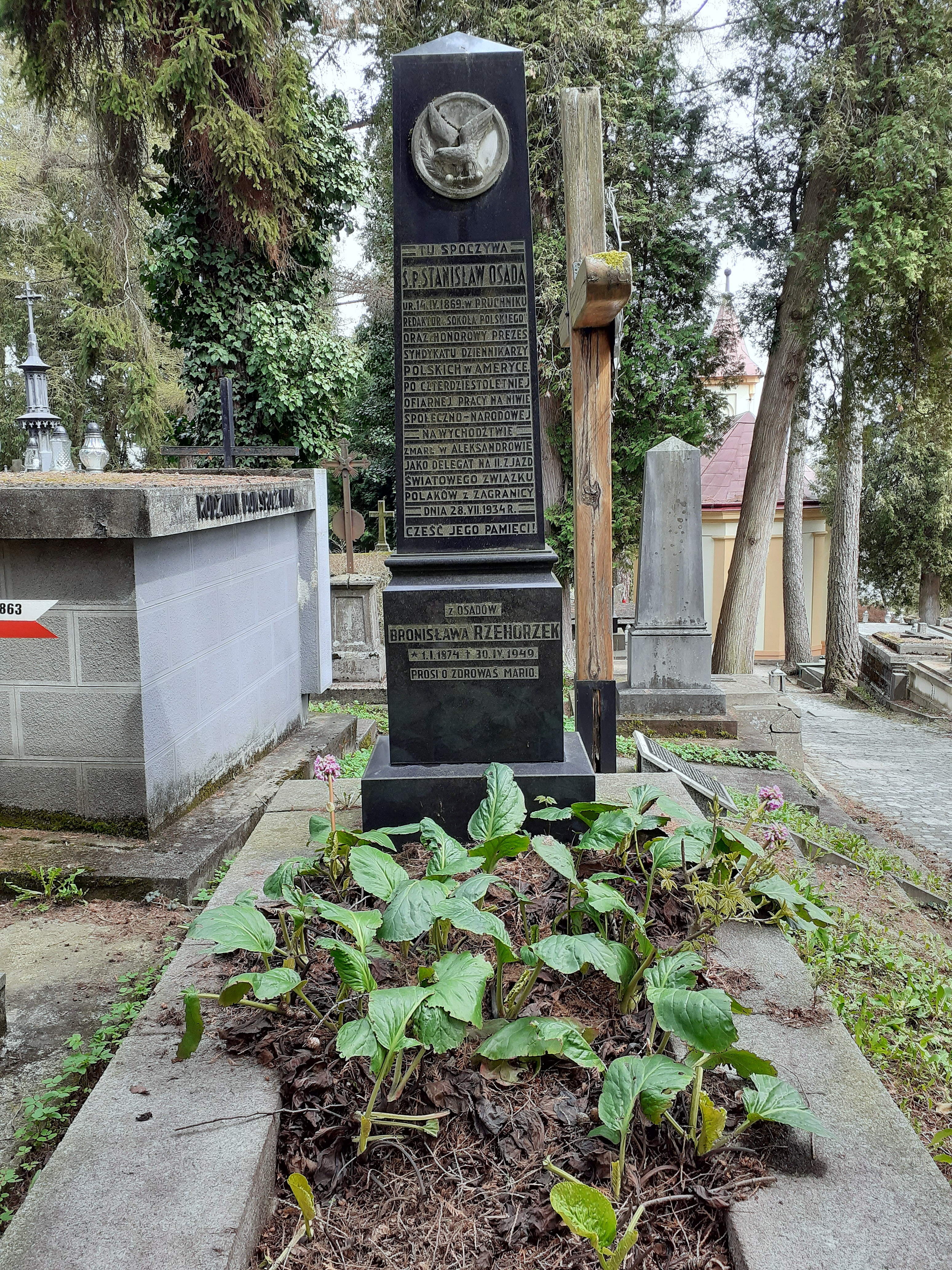
Nagrobek Stanisława Osady

## Życiorys
Był samoukiem. W młodości był aktywny w kółkach niepodległościowych we Lwowie. Zagrożony aresztowaniem uciekł do Szwajcarii (sekretarz Towarzystwa Polskiego w Genewie), następnie w 1893 udał się do USA. Współpracownik różnych pism polonijnych. Redaktor czasopisma „Sokół Polski”. Honorowy prezes Syndykat Dziennikarzy Polskich w Ameryce. Członek Ligi Narodowej, Związku Narodu Polskiego i Związku "Sokołów Polskich". W 1912 został wybrany podczas wiecu w Pittsburghu w Pensylwanii przedstawicieli wszystkich  polskich organizacji i towarzystw zwołanego przez Sokołów Polskich do 15 osobowego tymczasowego Komitetu, który miał opracować zasady działania Komitetu Obrony Narodowej. Podczas pierwszego zebrania komitetu 23 grudnia 1912 został wybrany sekretarzem protokołującym. 
Był bardzo płodny jako publicysta, jego prace historyczne mają charakter kompilacyjno–faktograficzny. Był również autorem powieści.
Zmarł podczas pobytu w Polsce podczas II Zjazdu Światowego Związku Polaków z Zagranicy. Został pochowany na cmentarzu Głównym w Przemyślu.

## Wybrane publikacje
- Historya Związku Narodowego Polskiego i rozwój ruchu narodowego polskiego w Ameryce Północnej w dwudziestą piątą rocznicę założenia Związku, Chicago: Związ. Narod. Pol. 1905.
- Z pennsylwańskiego piekła: powieść osnuta na tle życia naszych górników, Chicago 1909.
- Drużyny sokolo-harceskie,  Pittsburgh: Sokolstwo Polskie w Ameryce 1933.
- (redakcja) Album pamiątkowy z okazji otwarcia i poświęcenia nowej siedziby na czterdziestolecie założenia Związku Sokołów Polskich w Ameryce w Pittsburgu dnia 17-go czerwca, 1934 w obecności wodza Błękitnej Armji generała broni Józefa Hallera : 1894-1934, Pittsbourgh: "Sokół Polski" 1934.